# Cousine (Insel)

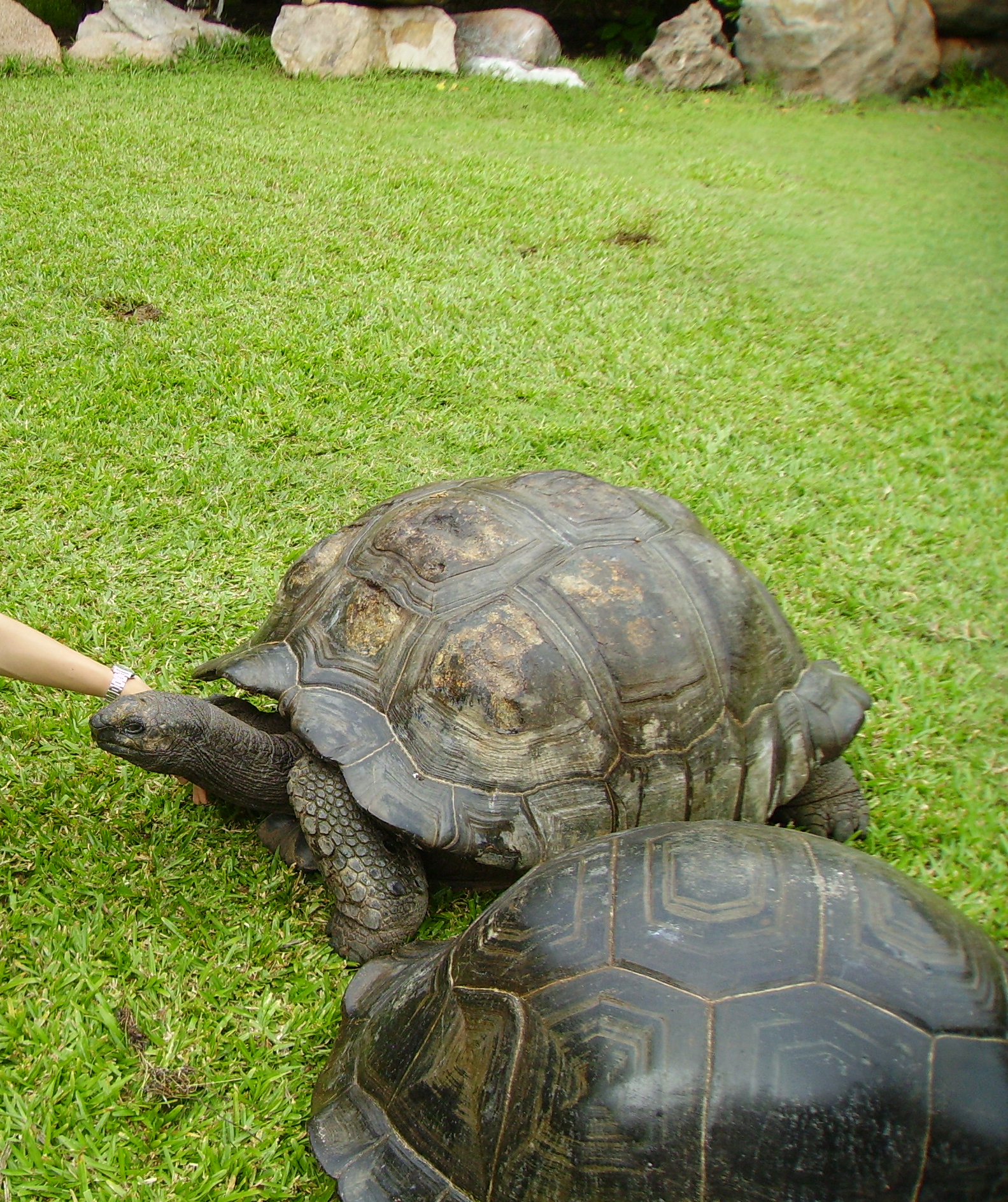
Freilebende Seychellen-Riesenschildkröten auf Cousine

Die Insel Cousine gehört zur Inselgruppe der Seychellen im westlichen Indischen Ozean. Die nur 25 Hektar große Insel liegt rund 6 km westlich der Insel Praslin und gleich neben der unbewohnten Insel Cousin.

## Geschichte
Cousine wurde im 18. Jahrhundert von europäischen Seefahrern entdeckt und ab 1787 von französischen Kolonisatoren besiedelt. Die von diesen Siedlern eingeschleppten Katzen und Hunde dezimierten schnell die einheimischen, zum Teil endemischen Tierarten.  Die Anlage von Tabak- und Kokosnussplantagen führte zum dramatischen Rückgang der heimischen Flora, was die einheimische Tierwelt zusätzlich dezimierte. Die meisten Arten starben auf Cousine im Laufe der Jahrzehnte praktisch aus.
Im Jahr 1992 kaufte ein Geschäftsmann aus Südafrika die Insel, gab die Plantagenwirtschaft auf und setzte es sich zum Ziel, die Insel in ihren ursprünglichen Zustand zurückzuversetzen. Dazu rief der neue Besitzer ein Renaturierungsprogramm ins Leben. Zunächst wurden die eingeschleppten Haustiere wie Katzen und Hühner gefangen und auf die Nachbarinsel Praslin umgesiedelt. Gleichzeitig begann man mit der Ausrottung fast aller nicht einheimischen Pflanzen (Tabak, Kaffeepflanzen, Chili, Zimt, Bambus), die im Laufe der europäischen Besiedelung eingeführt worden waren. Obwohl die Kokospalme eigentlich nicht auf den Seychellen heimisch ist, beließ man einige wenige Exemplare auf Cousine. Tausende Setzlinge einheimischer Baumarten (wie Morinda, Pisonia, Ochrosia) wurden neu gepflanzt.

## Tierwelt
Von der Insel Frégate wurden einheimische Vögel wie der äußerst seltene Seychellendajal und der Seychellen-Weber nach Cousine gebracht. Der Seychellen-Rohrsänger wurde von Cousin aus angesiedelt. Andere Arten wie der Weißschwanz-Tropikvogel und die Feenseeschwalbe kehrten von selbst zurück.
Auf Cousine leben und vermehren sich mehrere Exemplare der Seychellen-Riesenschildkröte (Dipsochelys hololissa). Außerdem legt am Strand von Cousine die vom Aussterben bedrohte Echte Karettschildkröte (Eretmochelys imbricata) ihre Eier ab.

## Tourismus
Zur Finanzierung des Renaturierungsprojekts wurde eine kleine exklusive Bungalow-Hotelanlage auf Cousine errichtet. Maximal acht Gäste können sich hier gleichzeitig aufhalten. Der Hotelchef ist ebenfalls – gemeinsam mit einem Ornithologen – für die Wiederherstellung, Erhaltung und Pflege von Flora und Fauna der Insel verantwortlich.